# 다루미역 (기후현)
다루미역(일본어: 樽見駅)은 일본 기후현 모토스시에 위치한 다루미 철도 다루미 선의 철도역이다. 이 노선의 종착역이며, 단선 승강장 1면 1선의 구조를 갖춘 지상역이다.

## 역 주변
- 국도 제157호선
- 네오 강
- 모토스 시청 네오 종합 청사

## 역사
- 1989년 3월 25일 : 다루미 선 고미 ~ 다루미 간 연장에 의해 개업.
- 2007년 4월 28일 : 방화에 의해, 역사가 전소됨.
- 2008년 4월 11일 : 역사가 재건축됨.

## 인접 역
| 다루미 철도 다루미 선 | 다루미 철도 다루미 선 | 다루미 철도 다루미 선 |
| --------------------- | --------------------- | --------------------- |
| 미도리 오가키 방면    | ■ 다루미 선           | 시·종착역             |